# Aeroporto di Limoges Bellegarde
L'aeroporto di Limoges Bellegarde è un aeroporto francese situato vicino alla città di Limoges, nel dipartimento dell'Alta Vienne.